# Louis Fan
Louis Fan, pseudonimo di Fan Siu-wong (樊少皇S, Fán ShàohuángP; Hong Kong, 19 giugno 1973), è un attore e artista marziale hongkonghese, meglio noto in Occidente per il suo ruolo da protagonista nel film Riki-Oh: The Story of Ricky (1991) e per quello di Jin Shanzhao in Ip Man (2008) e Ip Man 2 (2010).

## Biografia
La sua famiglia è originaria di Yucheng, nella provincia cinese dello Shandong; suo padre è l'attore Fan Mei-sheng, molto attivo soprattutto nei film di arti marziali dello Studio Shaw negli anni settanta. All'età di 14 anni, viene mandato dal padre a Xuzhou per studiare e praticare le arti marziali cinesi, in particolare il wushu.
Dopo essere apparso nel documentario Dragons of the Orient (1991), in cui giovani artisti marziali come anche Jet Li mostrano le tecniche apprese, lo stesso anno interpreta il suo ruolo più famoso, quello del protagonista Ricky Ho nel film di culto Riki-Oh: The Story of Ricky, dove recita all'età di 18 anni assieme al padre. Continua a recitare nel cinema d'azione di Hong Kong, ottenendo diversi ruoli da protagonista in film direct to video alla fine degli anni novanta. Nel 2008 interpreta Jin Shanzhao, un maestro di arti marziali che si scontra con l'Yip Man di Donnie Yen, in Ip Man, ruolo che riprende nel sequel di quest'ultimo del 2010, Ip Man 2. Grazie a questo ruolo otterrà nel decennio successivo ruoli importanti in film ad alto budget della Cina continentale. Recita anche in un prequel di Ip Man, The Legend Is Born, in cui però interpreta un ruolo diverso dal precedente.
Nel 2016 si sposa con l'attrice e cantante JJ Jia.

## Filmografia parziale
- Móyù fēilóng, regia di Stanley Tong (1991)
- Riki-Oh: The Story of Ricky (Lik Wong), regia di Lam Ngai-kai (1991)
- Chāojí jìhuà, regia di Stanley Tong (1993)
- Shaolin contro i mostri diabolici (Shaolin Vs. Evil Dead), regia di Douglas Kung (2004)
- Connected (Bǎochí tōnghuà), regia di Benny Chan (2008)
- Butterfly Lovers (Jiàndié), regia di Jingle Ma (2008)
- Ip Man (Yè Wèn), regia di Wilson Yip (2008)
- Ip Man 2 (Yè Wèn 2: Zōngshī chuánqí), regia di Wilson Yip (2010)
- Ip Man - The Legend Is Born (Yè Wèn qiánzhuàn), regia di Herman Yau (2010)
- A Chinese Ghost Story (Qiànnǚ yōuhún), regia di Wilson Yip (2011)
- Flying Swords of Dragon Gate (Lóngmén fēi jiǎ), regia di Tsui Hark (2011)
- Kung Fu Jungle (Yīgèrén de wǔlín), regia di Teddy Chan (2014)
- Xīyóu jì zhī dà nào tiāngōng, regia di Cheang Pou-soi (2014)
- Attrition, regia di Mathieu Weschler (2018)

## Riconoscimenti
- Hong Kong Film Awards
  - 2009 – Candidatura al miglior attore non protagonista per Ip Man